# Albert Guiu i Bagés
Albert Guiu i Bagés (Flix (Tarragona), 1972) és un professor i poeta bilingüe originari de les Terres de l'Ebre. És llicenciat en filologia hispànica i professor de llengua i literatura castellana. Compagina la docència amb les col·laboracions en diverses revistes i diaris i l'activitat literària.
Col·labora en programes de ràdio de temàtica literària. En l'àmbit literari va rebre entre d'altres, el premi de Poesia Marià Manent i el Premi Miquel Martí i Pol de poesia.

## Obra
Poesia
- Els Versos de la prostituta (2004),[7] premi de Poesia Marià Manent de Premià de Dalt (27a edició)[5]
- De la mà de la meva filla (2007), Premi Miquel Martí i Pol de poesia,[8]
- L'himne d'aquest matí (2008), publicat per Aeditors.
- Un pom de paraules flixanques (2010), editat per l'Ajuntament de Flix.[9][10]
- Raül i Rosa (2014)[4]
- Des del pensament dels filòsofs (2017)
- El llorer dels mots (2018)[11]

Narrativa
- Memòries d'una oroneta de Bécquer i altres relats (2014), auto-editat.
- La gatera del temps, novel·la (Aeditors, 2009)[12] «La primera gran novel·la d'Albert Guiu».[13]